# Dettighofen TG
| TG ist das Kürzel für den Kanton Thurgau in der Schweiz. Es wird verwendet, um Verwechslungen mit anderen Einträgen des Namens Dettighofen (Begriffsklärung) zu vermeiden. |

Dettighofen ist eine Ortschaft auf dem Seerücken im Bezirk Frauenfeld des Kantons Thurgau. Von 1803 bis 1997 war Dettighofen eine eigenständige Ortsgemeinde innerhalb der ehemaligen Munizipalgemeinde Pfyn. 1998 kam sie im Rahmen der Thurgauer Gemeindereform zur politischen Gemeinde Pfyn.

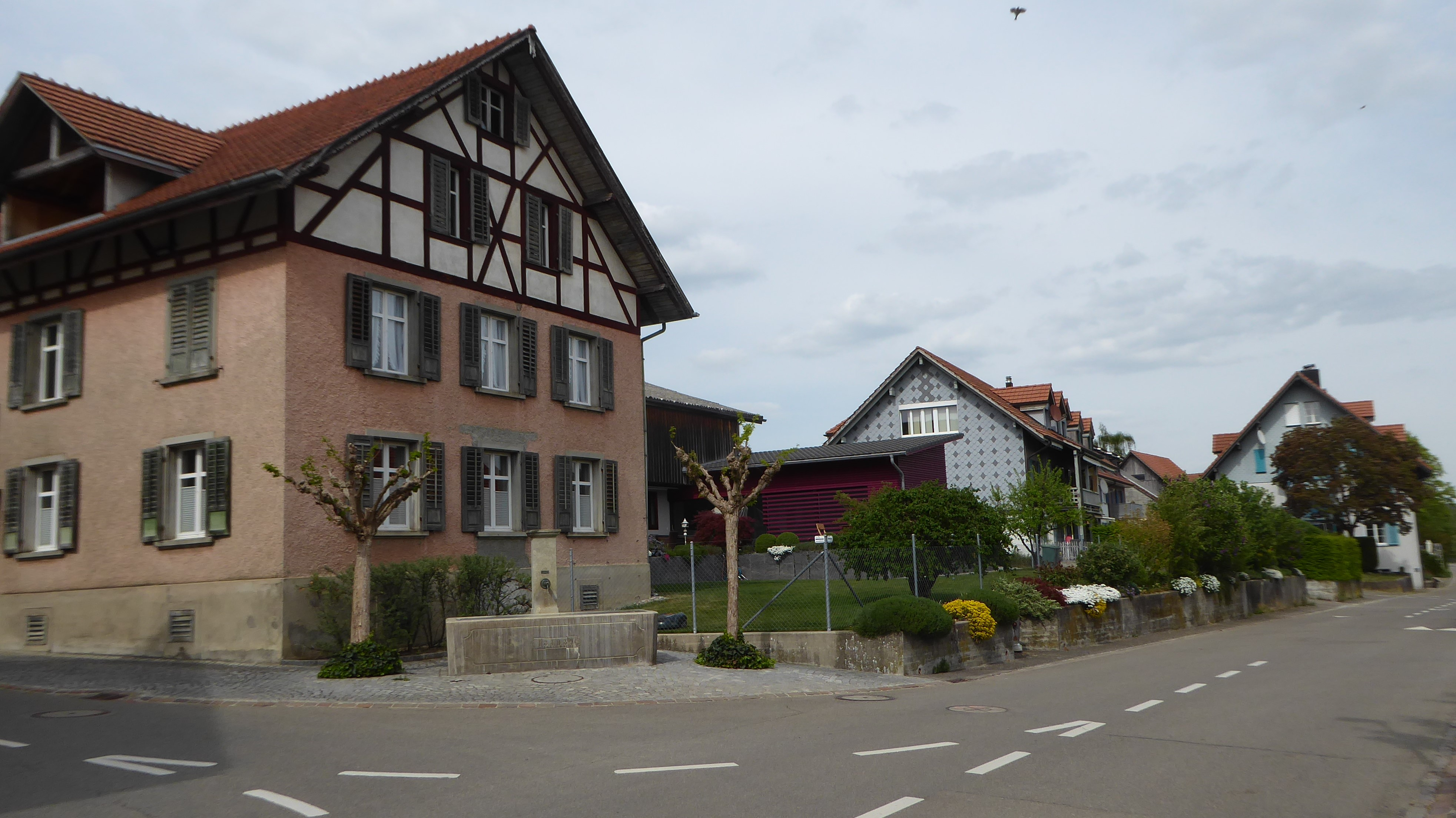
Dorfbrunnen

## Geographie
Dettighofen liegt auf dem Seerücken an der Strasse Frauenfeld–Steckborn. Die Ortsgemeinde umfasste nebst Dettighofen die Weiler Burg, Hirzensprung, Lochmühle und einen Teil von Rüti.

## Geschichte

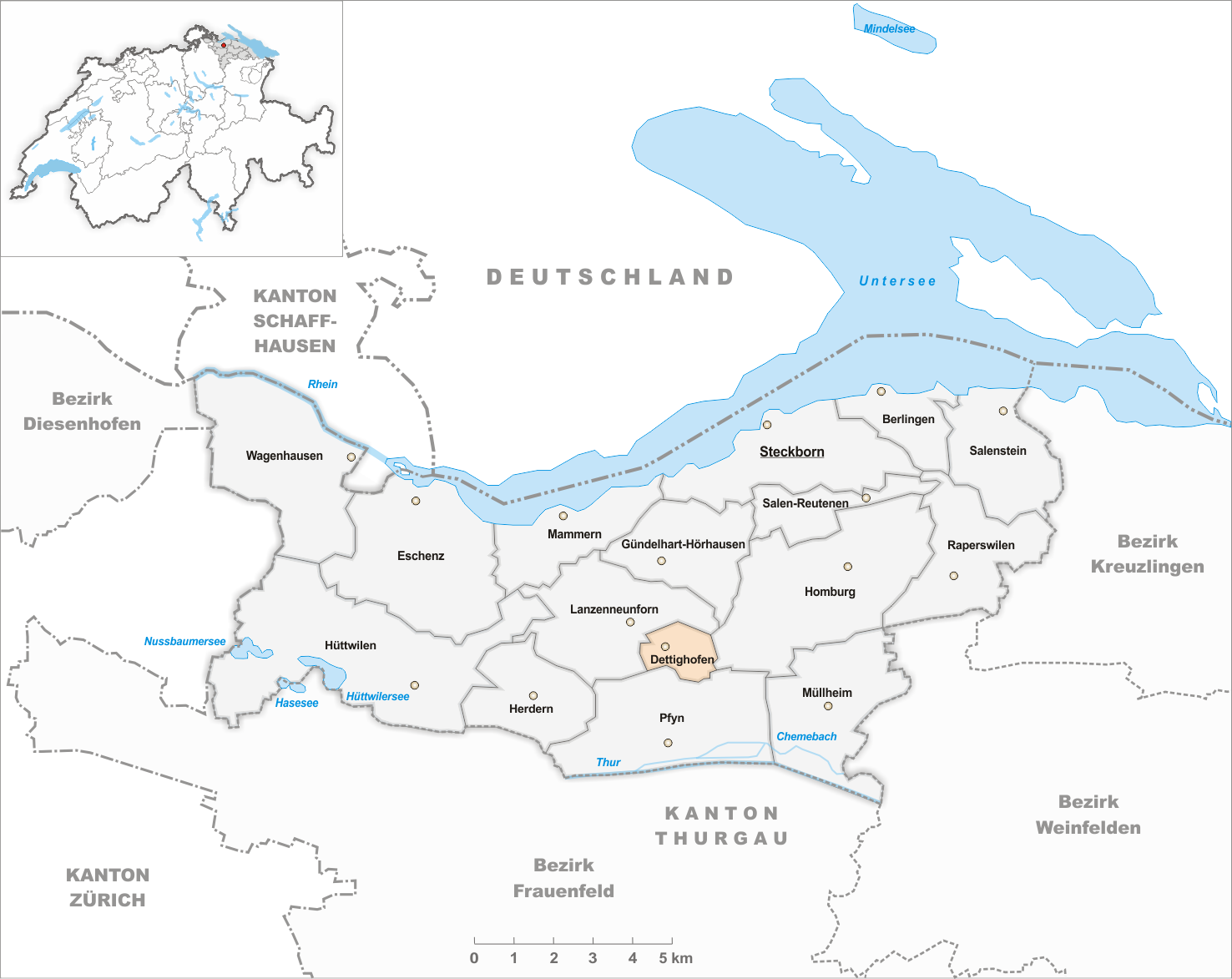
Gemeindestand vor der Fusion im Jahr 1998

Östlich des Dorfs lag die (Stamm?)-Burg des ab 1243 belegten bischöflich-konstanzischen Ministerialengeschlechts von Tettikofen. Im Mittelalter war Dettighofen vermutlich mit der Herrschaft Pfyn verbunden, die 1486/88 Jakob Mötteli von Rappenstein erwarb. Dieser verlegte den Herrschaftssitz nach Pfyn und liess die Burg verfallen. 1707 gelangte Dettighofen als Teil der Herrschaft Burg, einem dem eidgenössischen Landvogt unterstehenden Hohen Gericht, an die thurgauische Landschreiberfamilie von Reding. Kirchlich teilte Dettighofen das Schicksal der Pfarrei Pfyn.
Wichtigster Erwerbszweig war lange die Landwirtschaft mit Obstbau. Der fortschreitende Wandel zur Wohngemeinde brachte dem Gewerbe einen Aufschwung, so dass 1990 bereits mehr als die Hälfte der in Dettighofen Erwerbstätigen im zweiten Wirtschaftssektor tätig waren.

## Bevölkerung
| Jahr         | 1710  | 1850  | 1900  | 1950  | 1990  | 2000  | 2010  | 2018  | 2023  |
| Ortsgemeinde | 139   | 187   | 167   | 186   | 272   |       |       |       |       |
| Ortschaft    |       |       |       |       |       | 327   | 283   | 419   | 482   |
| Quelle       | [ 3 ] | [ 3 ] | [ 3 ] | [ 3 ] | [ 3 ] | [ 4 ] | [ 5 ] | [ 2 ] | [ 6 ] |

Von den insgesamt 482 Einwohnern der Ortschaft Dettighofen am 31. Dezember 2023 waren 84 bzw. 17,4 % ausländische Staatsbürger. 152 (31,5 %) waren evangelisch-reformiert und 89 (18,5 %) römisch-katholisch.